# 瑪莉亞鎮 (南大河州)
瑪莉亞鎮（葡萄牙語：Vila Maria）是一個位於巴西南部南大河州的一個市鎮。瑪莉亞鎮距離州首府阿雷格里港260公里，環境屬亞熱帶氣候，毗鄰市鎮有马劳、卡马戈、新阿尔沃拉达、蒙陶里、卡斯卡、圣安东尼奥-杜帕尔马等。

## 人口
根據巴西地理統計局於2018年的估計，瑪莉亞鎮共有4,353人，面積181.328平方公里，平均人口密度為24.01人/km2。

## 外部鏈結
- 市政廳 （页面存档备份，存于）
- 南大河州旅遊局 （页面存档备份，存于）
- IBGE（巴西地理統計局）官方網頁 （页面存档备份，存于）